# Fruktos
Fruktos, i dagligt tal fruktsocker, är en energirik enkel sockerart. Fruktsocker skall inte förväxlas med det som i vardagligt tal kallas druvsocker (glukos). 

## Beskrivning

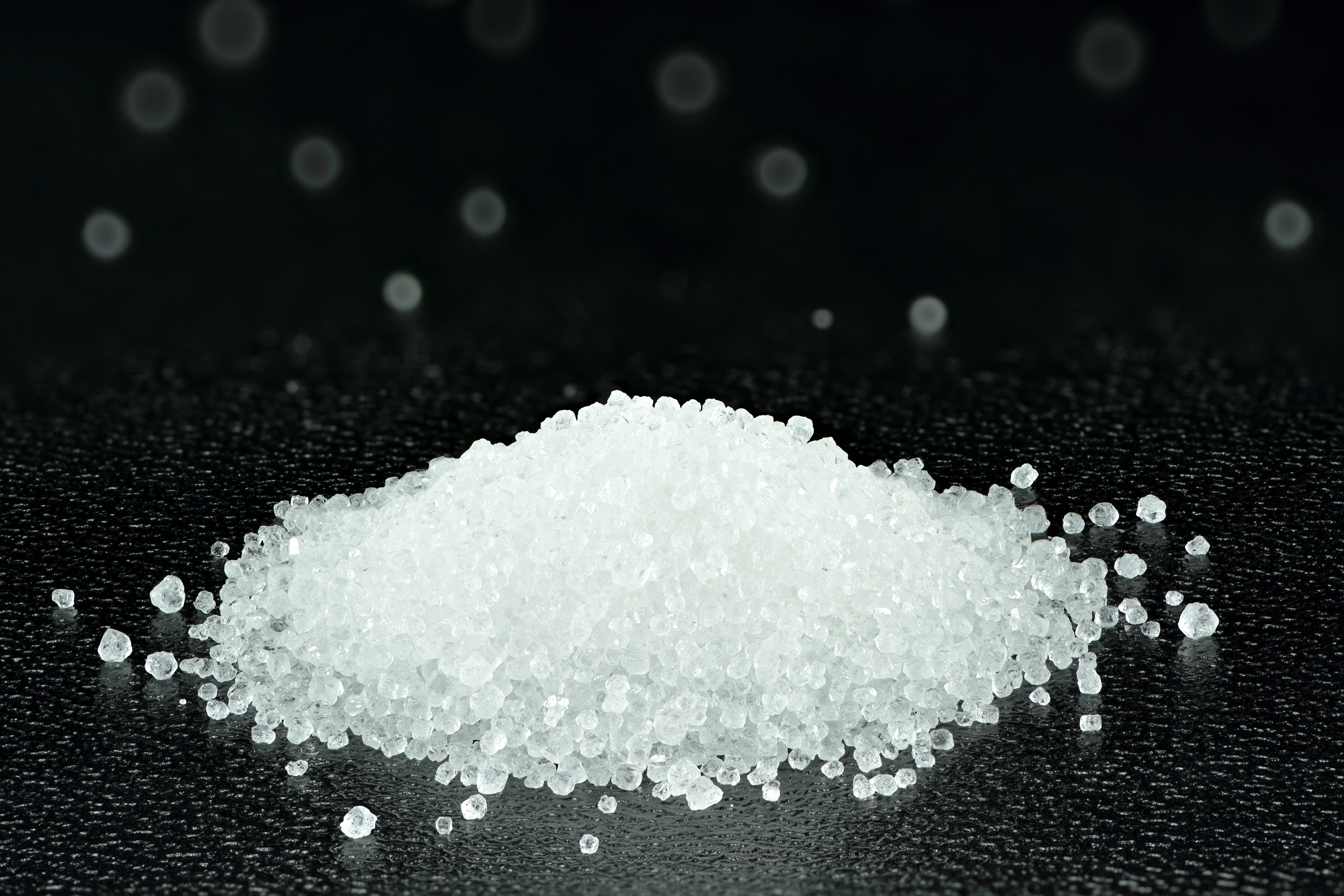
Fruktos

Fruktos är en ketos, d.v.s. den har en keton-grupp i stället för den aldehyd-grupp som glukos har. Den förekommer både som cykliska isomerer (fruktofuranos och fruktopyranos) och acyklisk (fruktohexanon).
Den vanligaste källan till fruktos är vanligt socker ifrån frukter, som inte är detsamma som sackaros eller andra sockersorter.

## Användningsområden
Fruktos används som sötningsmedel, bland annat tillsammans med glukos i isoglukos. Isoglukos är det som i USA kallas HFCS (high-fructose corn syrup), där man bearbetat majs (= corn på USA-engelska) i flera steg, för att slutligen omvandla glukosen till i huvudsak fruktos. Detta förekommer vanligtvis i 3 olika styrkor, HFCS–42 (42 % fruktos), HFCS–55 (55 % fruktos) och HFCS–90 (90 % fruktos). HFCS har blivit vanligt som ersättning för "vanligt socker" (sackaros) på grund av höga importtullar på socker i USA.

## Påverkan på människan
Glukos kan tas upp av musklerna och andra vävnader. Fruktos kan bara tas upp av levern. Glukos kan lagras i levern i något, som skulle kunna kallas polyglukos, men som heter glykogen. Fruktos kan inte på motsvarande sätt lagras som polyfruktos. I stället omvandlas fruktos till glukos i levern. Det går dels ut i blodet som blodsocker, men lagras också som glykogen i muskler och i levern. Av kroppens glykogen finns ungefär 100 g i levern och 400 g i musklerna. En del fruktos omvandlas till fettsyror och vidare till VLDL i levern och förs ut i blodet som en viktig energikälla.
Fruktos kan vid överdriven konsumtion öka risken för fettlever. Fruktos stänger även av kroppens mättnadssignal. Fruktosemi betyder ökad mängd fruktos i blodet, som kan uppstå inte bara vid överkonsumtion av fruktos, utan även på grund av rubbningar i leverns ämnesomsättning, där brist på enzymet fruktokinas är anledningen.   

α-D-Fruktofuranos
β-D-Fruktofuranos
α-D-Fruktopyranos
β-D-Fruktopyranos